# Грачовник
Грачо́вник (рос. Грачёвник, ерз. Грачевник) — присілок у складі Краснослободського району Мордовії, Росія. Входить до складу Старогоряшинського сільського поселення.
Населення — 110 осіб (2010; 113 у 2002).
Національний склад (станом на 2002 рік):
- росіяни — 92 %